# Progressione del record italiano dei 5000 metri piani femminili

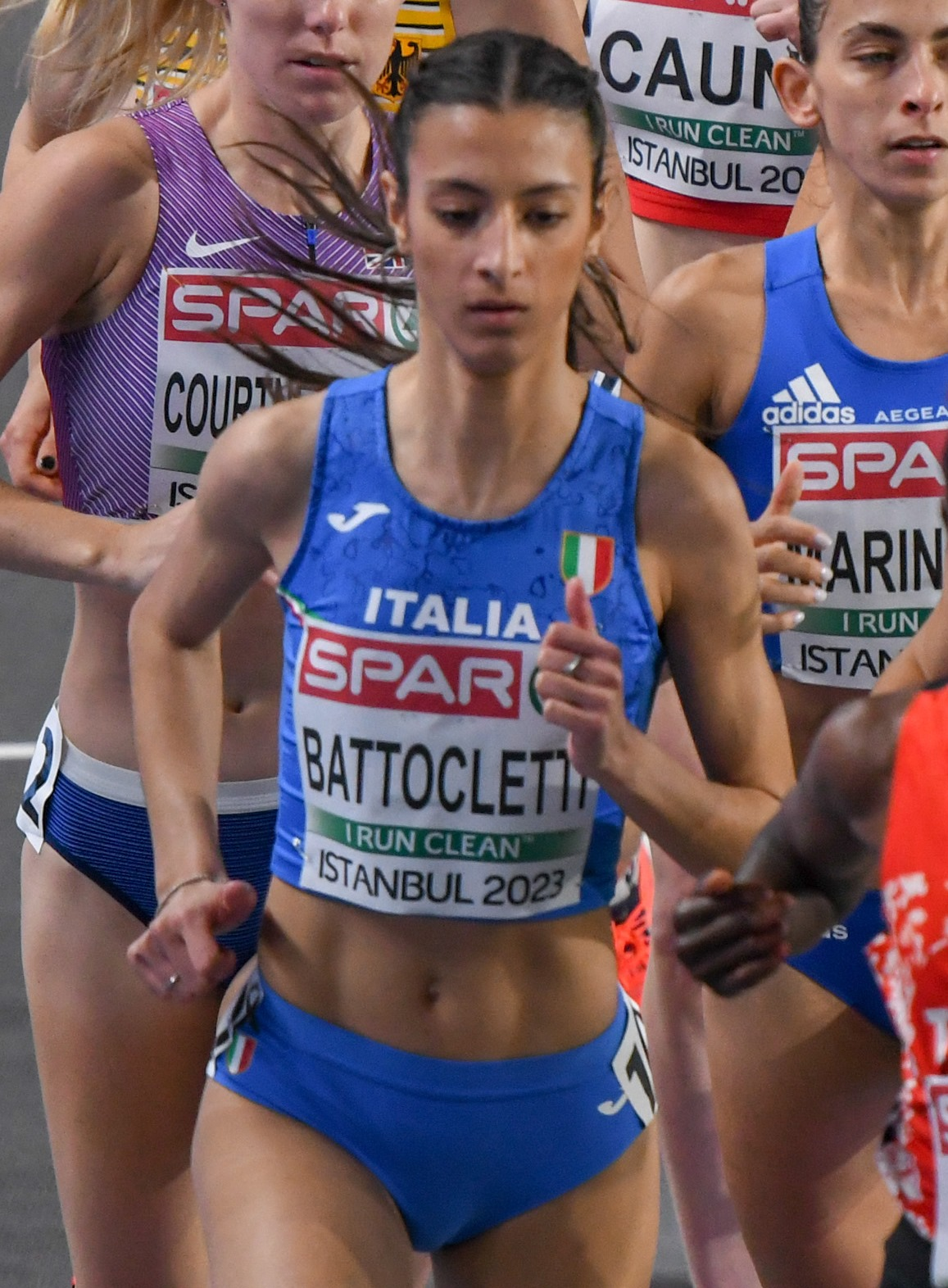
Nadia Battocletti, detentrice del record italiano dei 5000 metri dal 2023.

La voce seguente illustra la progressione del record italiano dei 5000 metri piani femminili di atletica leggera.
Il primo record italiano femminile su questa distanza venne ratificato l'11 maggio 1969. 

## Progressione

Paola Pigni, detentrice del record italiano dal 1969 al 1978.

| Tempo                      | Atleta             | Società                          | Luogo     | Data              | Note |
| -------------------------- | ------------------ | -------------------------------- | --------- | ----------------- | ---- |
| 16'17"4                    | Paola Pigni        | Circolo Giuliano Dalmata         | Formia    | 11 maggio 1969    |      |
| 15'33"6                    | Paola Pigni        | Circolo Giuliano Dalmata         | Milano    | 2 settembre 1969  |      |
| 15'52"6                    | Margherita Gargano | Fiat Officine Meccaniche Brescia | Palermo   | 15 aprile 1978    |      |
| Cronometraggio elettronico |                    |                                  |           |                   |      |
| 15'20"94                   | Margherita Gargano | CUS Palermo                      | Partinico | 22 settembre 1982 |      |
| 15'11"64                   | Nadia Dandolo      | Fiamma Veneto                    | Bologna   | 18 luglio 1990    |      |
| 15'04"13                   | Maria Guida        | Gruppo Sportivo Forestale        | Colonia   | 18 agosto 1995    |      |
| 14'58"84                   | Maria Guida        | Gruppo Sportivo Forestale        | Roma      | 5 giugno 1996     |      |
| 14'44"50                   | Roberta Brunet     | Sisport Fiat Torino              | Colonia   | 16 agosto 1996    |      |
| 14'41"30                   | Nadia Battocletti  | Fiamme Azzurre                   | Londra    | 23 luglio 2023    |      |
| 14'35"29                   | Nadia Battocletti  | Gruppo Sportivo Fiamme Azzurre   | Roma      | 7 giugno 2024     |      |
| 14'31"64                   | Nadia Battocletti  | Gruppo Sportivo Fiamme Azzurre   | Parigi    | 5 agosto 2024     |      |
| 14'23"15                   | Nadia Battocletti  | Gruppo Sportivo Fiamme Azzurre   | Roma      | 6 giugno 2025     |      |